# Vukovar
Vukovar je grad u Hrvatskoj, na istoku Slavonije. Najveća je hrvatska riječna luka na Dunavu u hrvatskome dijelu Srijema. Upravno je, obrazovno, gospodarsko i kulturno središte Vukovarsko-srijemske županije, a nakon Vinkovaca i drugi najveći grad te županije po broju stanovnika.
Vukovarsko područje naseljeno je još od mlađeg kamenog doba, a neolitička Vučedolska golubica jedan je od prepoznatljivih simbola grada. Ime grada spominje se još u 13. stoljeću. Osnivanje tvornice »Bata-Borovo« 1931. godine značajno je doprinijelo industrijalizaciji grada. Za vrijeme SFR Jugoslavije grad je postao poznat kao razvijeno središte tekstilne i gumene industrije te sjedište velikih tvrtki poput Borova i Vuteksa.
Grad je za vrijeme Domovinskoga rata imao odlučujuću ulogu u obrani Hrvatske: za vrijeme tromjesečne bitke za Vukovar, najveće bitke u Domovinskom ratu, bio je u potpunosti razoren i opljačkan, a njegovo je stanovništvo nakon pada grada i tijekom srpske okupacije bilo prognano i pobijeno. Zbog stradanja hrvatskih branitelja i civila tijekom i nakon opsade, Vukovar nosi nadimke Grad heroj i Grad heroja.
Prema popisu iz 2021. godine u gradu Vukovaru živi 22 255 stanovnika, dok na širemu području općine živi 23 175 stanovnika.

## Ime
Grad Vukovar stari je barokni grad na Dunavu.
U očuvanim pisanim dokumentima spominje se već početkom 13. stoljeća kao Volko, Walk, Wolkov, odnosno hrvatski Vukovo. Ime Vukovo nosio je do 14. stoljeća.
Od 14. stoljeća sve je više u uporabi pomađareni naziv Vukovar. Hrvatska je u to doba bila u državnopravnoj zajednici s Ugarskom. Vukovar, kao i susjedni Ilok, u tom su razdoblju bili čuvari hrvatskoga identiteta u dunavsko-savskome međurječju.

## Zemljopisni položaj
Položaj grada Vukovara na dodiru Srednje i Jugoistočne Europe iznimno je povoljan. Vukovar se smjestio otprilike na polovici plovnoga puta Dunava (koridor VII) između Ulma u Njemačkoj i ušća u Crno more.
Nalazi se na razmeđi povijesnih pokrajina istočne Slavonije i zapadnoga Srijema. Leži na ušću rijeke Vuke u Dunav. Istočni, stariji dio grada na desnoj je obali Vuke, na obroncima Vukovarskoga ravnjaka i visokoj dunavskoj obali. Zapadni dio grada, Novi Vukovar, s Borovom Naseljem u nizini je lijeve obale Vuke.
Leži na važnim prometnim pravcima. Od pamtivijeka je dolinom Dunava na vukovarskom području tekao promet od sjeverozapada prema jugoistoku. U rimskome razdoblju desnom obalom Dunava vodila je granična, takozvana limeska cesta na kojoj je važna postaja bio Cornacum, današnji Sotin. Od davnina se također plovi Dunavom, a Vukovar je na tome putu važna postaja. Uvođenjem parobroda od sredine 19. stoljeća Vukovar je imao redovitu vezu s Budimom i Bečom uzvodno i mjestima sve do Rumunjske nizvodno.

## Povijest

### Rana povijest i antika
Naseljenost vukovarskog kraja prati se kroz pet tisuća godina u kontinuiranomu slijedu putem brojnih arheoloških lokaliteta. 
U naselju je živjelo 2000 ljudi i bilo je među najvećima u tom dijelu svijeta. Išli su s Dunava na Jadran, Vrbasom i Neretvom, po sol (kojom su solili meso), a stanovali su u kućama s tri prostorije, spavaonicom, ostavom te dnevnom sobom i kuhinjom. Ukupna površina u prosjeku je bila između 25 i 40 četvornih metara, a one najveće imale su i do 80.
Ostatke hrane zakapali su u rupe u zemlji kako ne bi privlačili grabežljivce i štakore. Alate za poljoprivredu radili su od kostiju i rogova, sjekire su proizvodili »serijski«, imali su kalupe u koje su odjednom lijevali metal za više njih. Čamce su radili od jednoga komada drva. U deblo su stavljali užareno kamenje da ga izdubi polako goreći i potom »popravljali« alatom.
Pratili su zvijezde, imali kalendar i znali za prijestupne godine. Radili su 25 posuda različitih oblika od keramike i svatko je imao svoju iz koje je mogao jesti. Slavna “Vučedolska golubica” bila je ustvari jarebica i služila je kao posuda za piće. Vučedolci su prvi na europskom tlu radili pivo. Nije baš bilo rijetko i bistro nego kašasto, a pili su ga kroz trske s Dunava.
Ovdje su značajne kulture mlađeg kamenog doba (neolitik) starčevačka, vinčanska i sopotska kultura. Temeljile su se na sjedilačkom načinu života i izgradnji trajnih nastambi. U uporabi je polirano kameno oruđe, usavršena je proizvodnja keramike.
Migracijskim kretanjima i dolaskom novih etničkih skupina indoeuropskog podrijetla uvode se i nove tehnologije. Počinje razdoblje bakrenog doba (eneolitik) s badenskom, kostolačkom i vučedolskom kulturom. Nastaju novi oblici proizvodnje, pokapanja i vjerovanja i složeniji društveni odnosi među ljudima. Način gradnje kuća i kultni predmeti svjedoče o povezanosti s mediteranskim kulturnim krugom.
Vučedolska kultura posebno je značajna za vukovarski kraj. Ime je dobila po lokalitetu Vučedolu koji se nalazi na pet kilometara od centra Vukovara, nizvodno, na Dunavu. Lokalitet je sustavno istražen, otkrivene su radionice za preradbu bakra, karakteristične kuće (megaron) i prekrasna keramika, koju osobito karakteriziraju bijeli stilizirani ukrasi na crnoj podlozi.
U vukovarskom kraju brojna su arheološka nalazišta iz brončanog, starijeg i mlađeg željeznog doba, koja svjedoče o životu Ilira i Kelta. Nekropola ilirskih grobova na Lijevoj bari u Vukovaru dokazuje da je ovdje bilo i veliko naselje.
Rimljani su u osvajačkim pohodima u posljednjim desetljećima prije Krista izbili na Dunav. Izgradili su brojne utvrde, kao granicu (limes) prema barbarskim plemenima. U vukovarskom kraju značajni su rimski lokaliteti Cornacum (Sotin), Cuccium (Ilok) i Ulmo (Tovarnik). Uz Dunav je vodila i važna rimska cesta. Rimska civilizacija u ovim krajevima utjecala je na unaprjeđivanje gospodarstva, isušivane su močvare i zasađeni prvi vinogradi.

### Srednji vijek i naseljavanje Hrvata
Nakon propasti rimske civilizacije, velika seoba naroda i avarsko-slavenska ekspanzija od šestog stoljeća dalje dovela je do velikih promjena. Međurječje Dunava i Save poprište je velikih sukoba i interesa moćnih država toga vremena. U to vrijeme ovdje se naseljavaju Hrvati.
Početke današnjeg Vukovara treba tražiti vrlo rano, što potvrđuju i arheološki podatci. Izuzetan topografski položaj visoke obale Dunava kod ušća Vuke bio je važna obrambena točka. Ovdje je središte cijelog kraja u vrijeme kada knez Pribina, kao franački vazal, dobiva stotinu sela uz rijeku Vuku sredinom 9. stoljeća. U prvoj polovici 10. stoljeća zabilježeno je da su Mađari opljačkali tvrđavu Vukovo. Na Lijevoj bari u Vukovaru istraženo je veliko groblje s brojnim nalazima koji pripadaju bjelobrdskoj kulturi. Datiranje ovih nalaza u 10. ili 11. stoljeće najbolje potvrđuje da je u susjedstvu bilo veliko naselje. To je vrijeme hrvatskih narodnih vladara, kada su, posebno, za kraljeva Tomislava i Petra Krešimira IV., sjedinjene sve hrvatske zemlje od Drave do Jadranskoga mora.
U sačuvanim pisanim dokumentima Vukovar se spominje već početkom 13. stoljeća kao Volko, Walk, Wolkov, odnosno hrvatski Vukovo. Od 14. stoljeća sve je više u uporabi pomađareni naziv Vukovar. U to je vrijeme Hrvatska u državnopravnoj zajednici s Ugarskom. Vukovar, kao i susjedni Ilok, u tom su razdoblju čuvari hrvatskog identiteta u dunavsko-savskom međurječju.
Vukovarska tvrđava bila je čvrsto zidana na visokoj dunavskoj obali. U gradu su stanovali obrtnici, trgovci i seljaci. Već 1231. godine, među prvima u hrvatskim zemljama Vukovar je dobio status slobodnog kraljevskog grada. Poveljom hercega Kolomana potvrđene su povlastice, koje su štitile vukovarske stanovnike.
U Vukovaru je tada sjedište velike Vukovske županije, koja se protezala između Dunava i Save. Vukovarski kraj je tada gusto naseljen, brojne su utvrde i kmetska sela. U crkvenom pogledu Vukovska županija je pod katoličkom nadbiskupijom u Pečuhu. Nekoliko crkvenih redova ima ovdje svoje samostane, a najutjecajniji je franjevački red.
U 14. i 15. stoljeću vukovarskim krajem vladaju brojne velikaške obitelji. Pred kraj ovog razdoblja najutjecajniji su Iločki, kada je Nikola proglašen naslovnim kraljem Bosne i kuje svoj novac. Ilok je u to vrijeme značajno naselje i tvrđava, od 1525. godine ima svoj gradski statut i grb.

### Osmanska vladavina (16. i 17. stoljeće)
Sto pedeset godina turske vladavine donijele su vukovarskom kraju velike promjene. Turci su na svom pohodu 1526. godine, pod vodstvom sultana Sulejmana Veličanstvenog zauzeli sve utvrde uz Dunav, pa tako i Ilok i Vukovar, te su potom izvojevali veliku pobjedu u bitci na Mohačkom polju. Vukovar je izgubio strateško značenje, ali je ostao značajno trgovačko-obrtničko mjesto na važnom prometnom pravcu. Imao je nekoliko gradskih četvrti, bogomolje, kupelji, prenoćišta i škole. Pred kraj turske vlasti imao je do 3000 stanovnika.
U isto vrijeme Ilok je značajno tursko upravno i vojno središte. Pretežito je naseljen muslimanima.
Tada je starosjedilačko katoličko hrvatsko i madžarsko pučanstvo teško stradalo, povuklo se u šume ili je pobijeno. Za turske vladavine ovdje djeluju franjevci okupljajući katolički puk. Na opustjelo područje kao pomoćne turske čete dolaze pravoslavni Vlasi, ali će se povući zajedno s turskom vojskom. Vukovar je oslobođen 1687., a Ilok 1688. godine.

### Ponovno naseljavanje i razdoblje Habsburške Monarhije
U Vukovaru je ostalo naseljeno pedesetak kuća. U opustošeni vukovarski kraj vraća se starosjedilačko i novodoseljeno hrvatsko pučanstvo mahom iz Hercegovine. U neka opustjela mjesta naseljavaju se pravoslavni Srbi, koje iz potrebe za radnom snagom prihvaća bečki dvor. U 18. i 19. stoljeću naseljava se i znatan broj Nijemaca, Mađara, Židova, Rusina, Slovaka i Ukrajinaca. Tako ovo hrvatsko područje postaje nacionalnim sastavom višenacionalno. Hrvatske zemlje tada su u sastavu Habsburškog Carstva.
Carica i kraljica Marija Terezija obnovila je 1745. godine slavonske županije, koje su pod upravom Hrvatskog sabora i bana, ali pod pritiskom Mađara. Vukovar je sjedište velike Srijemske županije, koja se protezala između Dunava i Save, na istoku sve do Zemuna, na zapadu do Osijeka, osim područja Vojne krajine.
Velike posjede u Slavoniji dobivaju ili kupuju feudalci. Grofovi Eltz, koji se ubrajaju u njemačko praplemstvo, dolaze u posjed vukovarskog vlastelinstva. Filip Karlo Eltz nadbiskup u Mainzu i njemački knez izbornik 1736. godine kupuje ovaj golem posjed s 35 naseljenih mjesta. Tijekom narednih stoljeća zemljišne površine su smanjene agrarnim reformama. Cijeli razvoj vukovarskog kraja sve do 1945. godine tijesno je vezan uz vukovarsko vlastelinstvo grofova Eltz.
U isto vrijeme iločko vlastelinstvo drže talijanski kneževi Odescalchi. U 18. i 19. stoljeću Vukovar je imao značajke upravnog, gospodarskog, prometnog i kulturnog središta. Suvremenici ga smatraju "prijestolnicom Srijema".
Već na početku ovog razdoblja polovicu stanovnika Vukovara čine obrtnici i trgovci. Pučanstvo je izuzetno radino cvjeta obrt, trgovina, svilarstvo, brodogradnja. Roba se lađama otprema u podunavske zemlje. Rano su osnovane brojne cehovske organizacije koje štite obrtnike. U Vukovaru je središte trgovine za cijeli zapadni Srijem.
Vukovarski kraj ima izvanredne uvjete za agrarnu proizvodnju. Još krajem 19. stoljeća gotovo 80 % pučanstva živi od zemljoradnje. Vlastelinstvo grofova Eltz uznapreduje proizvodnju, sto utječe i na mala seoska gospodarstva. Osim osnovne proizvodnje žitarica, vinogradarstvo je važna gospodarska grana. Vukovarska i iločka kvalitetna vina priznata su na svjetskim gospodarskim izložbama. U govedarstvo se uvode najbolje mliječne pasmine, a ovdje su i čuvene ergele konja poznate u svjetskim razmjerima.
Od 1840. godine Vukovar je uključen u stalni parobrodarski promet na Dunavu. Od 1878. godine priključen je na željeznički promet. Vukovarska luka je najveća pretovarna luka u hrvatskim krajevima. Kao i u drugim hrvatskim, posebno slavonskim krajevima, u Vukovaru se sporo razvijala industrija. Intenzivnija primjena parnih strojeva je u drugoj polovici 19. stoljeća i to više u zemljoradnji nego u industriji. Na spori razvoj industrije utječe nedostatak kapitala. Štedionica u Vukovaru osnovana je 1861. godine. Prvo veliko industrijsko poduzeće Vukovarska kudjeljara proradilo je tek 1905. godine. Iz ovih pogona Vukovar dobiva električnu energiju od 1909. godine.
Spori razvoj industrije utječe na mali porast stanovništva grada. Prema popisu pučanstva 1900. godine u Vukovaru živi 1/4 stanovništva vukovarskog kotara. Vukovar tada ima 10.400 stanovnika, od toga po nacionalnosti: više od 4000 Hrvata, 3500 Nijemaca, oko 1600 Srba, 950 Mađara, i inih.
Značajniji industrijski objekti osnova su u razdoblju između dva svjetska rata. Tvornica »Bata« u obućarsko-gumarskoj grani proizvodnje osnovana je 1931. godine. U isto vrijeme počinju raditi u Vukovaru značajni pogoni tekstilne industrije. Industrijalizacija je utjecala na porast gradskog stanovništva, tako da Vukovar ima po popisu pučanstva 1948. godine više od 17.000 stanovnika.

### Razvoj znanosti i kulture
U skladu sa svojim položajem u gospodarskom i upravnom pogledu Vukovar se razvio u obrazovno, kulturno i zdravstveno središte. U Vukovaru se u 18. i 19. stoljeću živjelo na europski način.
U 18. stoljeću u Vukovaru već djeluju ranarnici, a liječenjem se bave i neki franjevci. Prvi diplomirani liječnik djeluje od 1763. godine, a ljekarna je otvorena 1791. godine. Krajem 18. stoljeća vladala je ovdje velika srijemska kuga. Prva mala bolnica otvorena je tek 1857. godine.
Već od 1730. godine Vukovar ima razvijeno pučko školstvo. Iz franjevačke škole razvila se pučka škola u Starom Vukovaru. Novi Vukovar ima svoju školu. Djelovale su i konfesionalne škole za djecu pravoslavne i židovske vjere, te škole na njemačkom i mađarskom jeziku. Šegrtska škola osnovana je 1886., a gimnazija 1891. godine.
U Vukovaru je osnovana tiskara 1867. godine i izdavala je prve vukovarske novine na njemačkom jeziku Der Syrmier Bote. Kasnije je radilo više tiskara, a od brojnih novina isticale su se Sriemski Hrvat i Sriemske novine, koje su izlazile gotovo tri desetljeća na prijelazu u 20. stoljeće.
Zbog nedostatka prostora za društvena događanja u gradu vukovarski veleposjednik iz jedne od najstarijih i najuglednijih vukovarski obitelji, Aleksa Paunović daje izgraditi "Hotel Grand" ta građevina je najpoznatije djelo monumentalne historicističke arhitekture u gradu. Izgrađena je na mjestu tzv. Švicarske kuće po nacrtima senćanskoga arhitekta Vladimira Nikolića, od 1894. do 1897. godine. Grand hotel je uz ugostiteljske sadržaje imao i kazališnu dvoranu. Hotel je davan u zakup, a 1918. godine prodan je novom vlasniku Miši Gottfriedu. U to vrijeme u Vukovaru je naglo jačao radnički pokret i radnici su željeli izgraditi radnički dom. Kako je Grand hotel 1919. godine ponovno ponuđen na prodaju, radnici osnivaju Zadrugu radnički dom i prodajom zadružnih udjela prikupljaju sredstva, kupuju Grand hotel i pretvaraju ga u Radnički dom.
Grad Vukovar je u zahvalnost svom sugrađaninu prigodom obnove zgrade diližansne pošte, bivše galerije Bauer, na pročelje zgrade postavio ploču s imenom Alekse Paunovića ispisanim zlatnim slovima na ćirilici.
Najstarija književna djela ovoga područja potječu iz pera vukovarskih i iločkih franjevaca. Najpoznatiji književnici iz ovog kraja su Nikola Andrić, Julije Benešić, Antun Gustav Matoš, Zaharije Orfelin, Pavao Pavličić i Zoran Bognar.
U Vukovaru su djelovali brojni likovni stvaratelji. Od starijih su poznati Josip Franjo Mücke, Franjo Ksaver Giffinger, a u 20. stoljeću gimnazijski profesori Dragan Melkus, Dragutin Renarić, Marijan Detoni, te Mato Kovačević – Eskaviljo i ini.
Vukovar ima svog nobelovca, Lavoslava Ružičku. Rođen je u Vukovaru 1887. godine, a Nobelovu nagradu za kemiju dobio je 1939. godine.
Vukovar je imao razvijen društveni život po uzoru na europska shvaćanja. Samo u razdoblju do Prvoga svjetskog rata djelovalo je 30-ak društava. Pjevačka, čitalačka, športska i potpomagajuća društva imala su svoje čitaonice, organizirala koncerte i zabave. Društva su često bila organizirana na nacionalnoj osnovi. Prva predstava na hrvatskom jeziku održana je 1821. godine, bilo je to dramsko djelo gvardijana franjevačkog samostana Grge Čevapovića. Najutjecajnije hrvatsko društvo je pjevačko društvo »Dunav«. U Vukovaru je 1922. godine otvoren Hrvatski dom, stjecište svih kulturnih zbivanja.

### Prva Jugoslavija i Drugi svjetski rat
U razdoblju između dva svjetska rata, u okvirima jugoslavenske države, vukovarsko područje, kao i ostali hrvatski krajevi, nalazilo se pod izrazitim ekspanzionističkim pritiskom Beograda. Teritorijalnim podjelama na oblasti i banovine hrvatsko područje je sustavno cijepano. Intervencijama beogradskih vlasti mijenjalo se sastav stanovništva. Površine dobivene agrarnom reformom dijele se solunskim dobrovoljcima i općenito stanovništvu iz srpskih krajeva. 
Ali su doseljavani i Srbi i dijelom Hrvati iz siromašnih ruralnih krajeva Hrvatske: Like, Korduna i Dalmacije. Zapošljavanje u tvornicama vješto se koristilo da se mijenja hrvatski značaj vukovarskog kraja.
Na početku ovog razdoblja u Vukovaru je vrlo snažan radnički pokret, koji svoje uporište nalazi u neriješenom socijalnom i nacionalnom pitanju u tadašnjoj jugoslavenskoj državi. Ovo je posebno naglašeno održavanjem II. kongresa Socijalističke radničke partije Jugoslavije 1920. godine, koja na tom kongresu dobiva i novo ime – Komunistička partija Jugoslavije (iako je sama država jugoslavensko ime ponijela tek 1929. godine). Pokraj svih pritisaka ekspanzionističke politike Beograda toga doba u Vukovaru sve do kraja tridesetih godina 20. stoljeća međunacionalnih tenzija gotovo i nije ni bilo, a hrvatska nacionalna svijest sačuvana je i s olakšanjem je dočekano osnivanje Banovine Hrvatske 1939. godine.
Nažalost, slijede tragični događaji Drugoga svjetskog rata. Međunacionalni sukobi izazvani pred sam rat sada se zaoštravaju i u Vukovaru. Grad nije pretrpio veća razaranja. Sastav stanovništva znatno se promijenio, posebno progonima Židova, Srba i antifašistički orijentiranih Hrvata, te progonom, ubijanjem i iseljavanjem vukovarskih Nijemaca pred kraj i nakon rata.

### Razdoblje socijalističke Jugoslavije i početak sukoba
Nakon 1945. godine u novoj jugoslavenskoj državi i šidski je kotar odvojen od hrvatskih zemalja. Ostatak Srijema, koji nije u sastavu današnje Hrvatske, izdvojen je još ranije prigodom osnivanja Banovine Hrvatske. Za razliku od predratnoga "sakaćenja", u zamjenu za šidski kotar, do tada već mahom naseljen Srbima, Hrvatska je dobila Baranju koja nikad do tad u povijesti nije bila u Hrvatskoj. Vukovarsko-iločki kraj, ostao u sastavu Hrvatske, u upravnom pogledu činio je općinu Vukovar.
Vukovar je bio poznat kao jedan od etnički najraznolikijih gradova, s vrlo dobrim među-etničkim odnosima i velikim brojem miješanih brakova, što je posebno isticao jugoslavenski komunistički državni vrh kako bi održao svoju politiku propagiranja bratstva i jedinstva, i samoupravnog socijalizma u tadašnjoj državi.
U skladu sa Zakonom o agrarnoj reformi i kolonizaciji iz 1945. godine provedena je nacionalizacija dobara koja je pretvorena u državno vlasništvo. Dvije najbogatije vukovarske obitelji, Eltz i Paunović, ostaju bez cjelokupne imovine koju djelomice vlasnicima vraća Republika Hrvatska u novije vrijeme. Nakon 1948. godine, raskola sa SSSR-om i kretanja novim putem, državno je vlasništvo postalo društvenim (koje je de facto identično radničkom dioničarstvu, bez preciziranog vlasništva u vidu dionica). 
U vukovarskom kraju dolazi do brze industrijalizacije, iznad prosjeka u odnosu na ostale dijelove Hrvatske što dovodi do velikog porasta broja stanovništva nakon popisa 1948. godine, grad s tada 17.000 stanovnika u sljedećih će nekoliko desetljeća kontinuiranog gospodarskog razvoja narasti na brojku od 45.000 stanovnika koliko je Vukovar imao do rata 1991. godine. Industrija je bila usko specijalizirana, s masovnim zapošljavanjem radne snage. U isto vrijeme agrarna proizvodnja je autarhična. Godine 1990. od ukupno zaposlenih u gospodarstvu vukovarskog kraja oko 60 % radi u industriji, a samo 12 % u poljoprivredi, u društvenom sektoru.
Neki događaji iz doba Rankovićeve strahovlade u Jugoslaviji bili su indikativni za osvajački pohod Srbije 30 godina poslije. Arhitektonski neprimjerenim zahvatom uklonjena je građevina hrvatskog atributa koju je projektirao velikan hrvatske arhitekture Aleksandar Freudenreich, Hrvatski dom u Vukovaru. Na mjestu gdje je bio definiran povijesni arhitektonski korpus kompleksa Hrvatskoga doma, koji se je održao sve do početka 1960-ih, srušen je stari klasicistički hotel "K lavu", a nije dugo prošlo, srušeno je i barokno pročelje Hrvatskog doma. Već 1966. je godine na tom mjestu izgrađena arhitektonski neprimjerena građevina, aneks "Centra za kulturu", u koji se ulazilo s novoformiranoga "trga", drugim riječima, uklonjen je povijesni dio hrvatskog doma te je s dunavske strane ostala kazališna dvorana u Rokoko stilu koja postoji i danas. Građevinski ostatci starog hotela "K Lavu" ukradeni su, te je tada zabilježeno da je dvoje ljudi krivično odgovaralo za nemili događaj. Dok je pozadi, pokraj dvorane na mjestu starog Hotela "K Lavu" izgrađen neprimjeren modernistički objekt novog hotela "Lav". U ratu 1991. godine hotel je oštećen ali ipak nije obnovljen već je porušen, a na njegovom mjestu izgrađen novi objekt sukladno potrebama grada u suvremenom dobu.

### Vukovar u Domovinskom ratu i danas
Dio hrvatskog stanovništva se na prvim demokratskim izborima 1990. godine opredjeljuje za HDZ kao i za izdvajanje Hrvatske iz Jugoslavije, dok se tome uglavnom protivi srpsko stanovništvo. Osamostaljenjem Hrvatske 1991. godine došlo je do otvorene agresije Srbije na Vukovar i Hrvatsku. Nakon što je većina srpskog stanovništva (sva srpska djeca) pobjegla iz grada, počela je bitka za Vukovar u kojoj su hrvatske snage branile grad protiv vojske JNA, srpskih četničkih i drugih paravojnih postrojba koji su imali golemu premoć u ljudstvu i tehnici. Srpska su bombardiranja sravnila grad sa zemljom. Nakon tri mjeseca ogorčenih borba Vukovar je 18. studenoga 1991. godine pao u srpske ruke. U sljedećim su danima uslijedila masovna ubojstva i masakri zarobljenih hrvatskih branitelja i civila diljem vukovarskog područja, od kojih su najpoznatiji pokolj na Ovčari te ratni zločini u koncentracijskom logoru Velepromet. Tisuće zarobljenih Hrvata odvedene su u koncentracijske logore diljem Srbije, od kojih su najpoznatiji Stajićevo, Begejci, Srijemska Mitrovica i VIZ Beograd, u kojima su masovno zlostavljani, mučeni i ubijani.
U agresiji na Vukovar 1991. godine, JNA i srpske paravojne postrojbe ubile su najmanje 1739 osoba.
Nakon oslobodilačkih akcija u drugim krajevima Hrvatske 1995. godine, počeli su pregovori o povratku Vukovara pod hrvatsku vlast. Lokalna je samouprava u Vukovaru počela djelovati sredinom 1997. godine.
Dana 8. lipnja 1997. godine Vlak mira stigao je iz Zagreba u Vukovar. Bio je sastavljen od 21 vagona iz svih hrvatskih županija, a u njemu su bili najviši politički dužnosnici, crkveni velikodostojnici, članovi diplomatskog zbora, brojni uglednici iz javnog, kulturnog, znanstvenog i gospodarskog života Hrvatske te oko 2000 prognanih Vukovaraca koji su se spremali za povratak. Označio je povratak Hrvatske u Vukovar, u hrvatsko Podunavlje, na njezine istočne granice.
Predsjednik Franjo Tuđman nazvao je Vlak mira simbolom povratka prognanika i pružanja ruke onima koji nisu okrvavili ruke. Obraćajući se okupljenom narodu, predsjednik Franjo Tuđman pozvao je na praštanje »jer pobjednik koji ne zna praštati, sije klice novih zala, a hrvatski narod to ne želi, niti je želio«.
Hrvatsko Podunavlje jest mirno reintegrirano u Republiku Hrvatsku 15. siječnja 1998. godine. Otada se mnogo radilo na obnovi grada i povratku svih stanovnika, te na pomirbi i se oživljavaju kulturnih i drugi dijelova gradskoga života.
Početkom studenoga 2020. godine na cestovnim ulazima u Vukovar postavljene su nove skulpture koje svim putnicima ukazuju kako ulaze u Vukovar – mjesto posebnoga domovinskog pijeteta. Izrađene su po idejnom rješenju dizajnera Borisa Ljubičića. Jedna je na ulazu u Bogdanovce iz smjera Marinaca. Visoke su 587 cm, a sastoje se od čeličnih kocaka crvene, bijele i plave boje i velikog slova V te simbola križa. Slovo V izabrano je jer je to početno slovo imena Vukovara, a hrvatski su branitelji tijekom Domovinskog rata isticali znak V za pobjedu zatvorenom šakom, kažiprstom i srednjim prstom. Križ simbolizira kršćansku vjeru, a kvadrati u bojama hrvatske trobojnice predstavljaju hrvatski povijesni grb. Sve zajedno konstruktivno je povezano nosivom konstrukcijom u obliku slova H i osvijetljeno podnim reflektorima.
Dana 17. studenoga 2022. godine otkriven je spomenik Kati Šoljić (1922. – 2008.) i njezinim sinovima Niki, Ivi, Miji i Mati koji su poginuli u obrani Vukovara 1991. godine.

## Stanovništvo
| broj stanovnika | 8162  | 9453  | 10234 | 11205 | 11557 | 12149 | 12116 | 12738 | 18994 | 20616 | 25763 | 38830 | 41959 | 46735 | 31670 | 27683 | 23175 |
|                 | 1857. | 1869. | 1880. | 1890. | 1900. | 1910. | 1921. | 1931. | 1948. | 1953. | 1961. | 1971. | 1981. | 1991. | 2001. | 2011. | 2021. |

| broj stanovnika | 7070  | 8050  | 8741  | 9494  | 9719  | 10359 | 10242 | 10862 | 17223 | 18705 | 23740 | 36813 | 39898 | 44639 | 30126 | 26468 | 22255 |
|                 | 1857. | 1869. | 1880. | 1890. | 1900. | 1910. | 1921. | 1931. | 1948. | 1953. | 1961. | 1971. | 1981. | 1991. | 2001. | 2011. | 2021. |

Grad Vukovar, po popisu 2021. godine, ima 23 175 stanovnika, te je drugi grad po veličini u Vukovarsko-srijemskoj županiji.
Stanovništvo po gradskim naseljima:
- Vukovar: 22.255
- Sotin: 597
- Lipovača: 323
- Grabovo: –

Po narodnosti, većina stanovnika su Hrvati (63,02 %), slijede ih Srbi (29,73 %), Rusini (1,39 %) i Mađari (0,95 %). Od ostalih nacionalnih manjina u Vukovaru još ima Nijemaca, Austrijanaca, Ukrajinaca, Slovaka, Crnogoraca, Albanaca i inih.
U gradu Vukovaru u prošlosti su Hrvati kontinuirano bili najbrojnija etnička skupina, čineći ponekad relativnu, a ponekad apsolutnu većinu. Vukovar je bio primjerom etničke i vjerske raznolikosti.
| Godina | Ukupno | Hrvati | Hrvati  | Srbi   | Srbi    | Nijemci | Nijemci | Mađari | Mađari | Ostali | Ostali |
| ------ | ------ | ------ | ------- | ------ | ------- | ------- | ------- | ------ | ------ | ------ | ------ |
| 2021.  | 23.175 | 14.605 | 63,02 % | 6890   | 29,73 % | 45      | 0,19 %  | 220    | 0,95 % | 66     | 0,28 % |
| 2011.  | 27.683 | 15.881 | 57,37 % | 9654   | 34,87 % | 58      | 0,21 %  | 347    | 1,25 % | 1743   | 6,3 %  |
| 2001.  | 31.670 | 18.199 | 57,5 %  | 10.412 | 32,9 %  | 58      | 0,2 %   | 387    | 1,2 %  | 2614   | 8,3 %  |
| 1990.  | 44.639 | 21.065 | 47,2 %  | 14.425 | 32,3 %  | 94      | 0,2 %   | 694    | 1,5 %  | 8361   | 18,8 % |
| 1971.  | 30.222 | 14.694 | 48,6 %  | 9132   | 30,2 %  | 60      | 0,2 %   | 835    | 2,8 %  | 5501   | 18,2 % |
| 1948.  | 17.223 | 10.943 | 63,5 %  | 4390   | 25,5 %  | 54      | 0,3 %   | 913    | 5,3 %  | 923    | 5,3 %  |
| 1931.  | 10.242 | 5048   | 49,6 %  | 1702   | 16,6 %  | 2670    | 26,1 %  | 571    | 5,6 %  | 215    | 2,0 %  |
| 1910.  | 10.359 | 4092   | 39,5 %  | 1628   | 15,7 %  | 3503    | 33,8 %  | 954    | 9,2 %  | 183    | 1,8 %  |

### Etniciteti vukovarskog kraja kroz povijest
U kretanju narodnosnoga sastava stanovništva grada Vukovara u 20. stoljeću razvidna je stalna hrvatska većina. Najveće promjene dogodile su se u gotovo potpunu nestajanju Nijemaca i povećanju broja srpskoga stanovništva. U rubrici ostali 1990. godine najveći postotak imaju tzv. Jugoslaveni 9,5 %, slijede Rusini s 2,7 % itd.
Vukovar je kroz stoljeća bio interkulturalan grad, što definiramo kao oblik suživota koji opisuje interakciju više različitih kultura na jednom mjestu. Mjesto u koje su ljudi tradicionalno dolazili sa svih strana što je Vukovar kroz stoljeća učinilo mjestom bogatstva različitih kultura, tradicija, vjera o čemu ponajbolje svjedoči jezik. U osnovi vukovarskog govora svakako najveći utjecaj ima hrvatski književni jezik no lokalni govor obiluje turcizmima, hungarizmima te germanizmima koje su se kroz stoljeća integrirale u govor vukovarskog kraja gdje lokalci naviknuti na vukovarsku jezičku mješavinu od svog rođenja u svakodnevnom govoru koriste mješavinu hrvatskih narječja – ijekavica, ikavica i ekavica i sl. što se smatra sasvim uobičajenim i karakterističnim za Vukovar. Razvoju mjesta s višenacionalnim sastavom stanovništva ponajviše se pripisuje zemljopisnom položaju Vukovara. Grad Vukovar zbog svog povoljnog položaja, bio je podložan društevno-političkim utjecajima koji su uvjetovali promjenu sastava stanovništva grada.

### Hrvati
Naseljavanje Hrvata u Podunavlju na današnjemu vukovarskom području uslijedilo je krajem 6. i početkom 7. stoljeća, kada su Hrvati došli i na ostala hrvatska područja. 13-stoljetna naseljenost Hrvata dopušta da o njima govorimo kao o starosjediocima na ovom području. Za vrijeme hrvatskih narodnih vladara u 10. i 11. stoljeću već su svi hrvatski krajevi od Drave i Dunava na sjeveru do Jadranskoga mora na jugu ujedinjeni u jedinstvenom Hrvatskom Kraljevstvu. Hrvatsko stanovništvo na vukovarskom području pretrpjelo je najveće gubitke za vrijeme turske okupacije (od 1526. do 1687. godine), ali se uspjelo održati.

### Srbi
Prvo naseljavanje stanovnika pravoslavne vjere na vukovarskom području uslijedilo je u 16. stoljeću. Pravoslavni Vlasi, kao pomoćne turske čete (martolozi) naseljavaju se u manjim skupinama. Poslije oslobođenja od turske vlasti krajem 17. i početkom 18. stoljeća nekoliko stotina srpskih obitelji naseljava se u opustjelim selima i nešto u Vukovaru. Tada je nastala srpska enklava od desetak sela na vukovarskom području i održala se kao relativno zatvorena cjelina. U novijem razdoblju plansko naseljavanje Srba u Vukovar uslijedilo je za vrijeme postojanja jugoslavenskih država dijeljenjem obradivih površina i zapošljavanjem. Najveći priljev Srba u Vukovaru uslijedio je poslije 1945. godine i odlaska Nijemaca.

### Nijemci
Austrijski carevi poticali su naseljavanje novih stanovnika na opustjela područja poslije turske vladavine, da bi dobili radnu snagu. Već početkom 18. stoljeća u Novom Vukovaru naselili su se njemački obrtnici. Tijekom 18. i 19. stoljeća naseljava se znatniji broj Nijemaca na vukovarskom području. Mnogi koji su se ranije naselili u Bačkoj sada prelaze Dunav, jer se oko Vukovara mogla dobiti povoljna zemlja. Tako u nekim selima kao npr. Sotinu Nijemci čine polovicu stanovništva. Tijekom i krajem Drugoga svjetskoga rata 1944./45. godine i Nijemci teško stradavaju i u Vukovaru ih ostaje neznatan broj.

### Židovi
Nakon pobjede nad Turcima pod Bečom i povlačenja Osmanlija sa zapadnih granica, Turci 1687. godine napuštaju Vukovar. Smatra se da su Židovi počeli naseljavati ovo područje odmah po odlasku Turaka sudjelujući u snabdijevanju austrijske carske vojske kao "putujući trgovci". Prvi Židovi dolaze na područje Srijema u gradove Šid i Vukovar. Kako je Vukovar bio izravno pod Komorskom upravom, u njemu se nisu sprovodile odluke Ugarskog sabora o zabrani naseljavanja Židova. U razdoblju od 1838. do 1846. godine broj Židova se udvostručio u Vukovaru. Kao godina osnivanja židovske općine u Vukovaru navodi se i 1815. godina. Prva sinagoga izgrađena je 1845. godine. Razvojem grada u drugoj polovici 19. stoljeća razvija se i trgovina, a uz nju i bankarstvo. Prve banke osnivaju Židovi. Velika Vukovarska sinagoga izgrađena je 1889. godine. Broj Židova nastavlja kontinuirano rasti na području Srijema i Vukovara. Od kraja Prvoga svjetskog rata osnivaju se mnoga društva, Židovsko djevojačko društvo Morija i Židovsko omladinsko društvo, pri židovskoj općini Vukovar. Prije 1920. godine osnovan je Židovski omladinski Ferijalni klub. Za vrijeme Drugoga svjetskog rata Židovi na području novoproglašene Nezavisne Države Hrvatske doživljavaju teške trenutke. Progone se donošenjem novih rasnih zakona, otimanjem imovine, uhićivanjima najuglednijih članova židovske zajednice i obveznim nošenjem žute zvijezde.
U kolovozu 1942. godine svi vukovarski Židovi, njih 300 u jednom danu sakupljeni su i deportirani u logore Logor Đakovo, Koncentracijski logor Jasenovac, te Auschwitz. Velika vukovarska sinagoga, devastirana za vrijeme NDH, u konačnici porušena je 1958. godine u vrijeme komunističke vlasti.

### Popis stanovništva 1991.
Prijeratna općina Vukovar:
- površina: 606 km2
- broj stanovnika: 84.189
- broj naseljenih mjesta: 29

#### Nacionalni sastav po naseljenim mjestima, 1991.
Apsolutna etnička većina:
██ Hrvati (14)
██ Srbi (10)
██ Rusini (2)
Relativna etnička većina:
██ Hrvati (2)
██ Mađari (1)

## Ustroj i uprava

### Naselja u sastavu Grada Vukovara
Općina Vukovar osim samoga naselja Vukovar obuhvaća 3 naselja u sastavu grada. To su:
- Sotin
- Lipovača
- Grabovo (u sklopu kojeg se nalaze naselja Jakobovac i Ovčara)

### Gradske četvrti i mjesni odbori u Gradu Vukovaru
Gradske četvrti su:
- Trpinjska cesta
- Borovo Naselje
- Švapsko Brdo
- Mitnica
- Petrova gora
- Sajmište
- Supoderica
- Lužac
- Budžak
- Priljevo
- Olajnica
- Kvart
- Centar (stara gradska jezgra i Blok Centar)

Mjesni odbori su:
- Mitnica , Trg žrtava Ovčare 5a
- Sajmište, Islandska 27
- Centar, Kardinala Alojzija Stepinca 45
- Borovo Naselje, Domovinskog rata 1
- Trokut, Vinkovačka 57
- Trpinjska cesta, Trpinjska cesta 84
- Lužac, Matice hrvatske 53
- Sotin, Franje Tuđmana 20
- Lipovača, Sv. Ane 30

### Uprava
Upravna tijela Grada Vukovara su: Gradonačelnik i Gradsko vijeće.
Vukovarski gradonačelnik je Marijan Pavliček (HS). Gradonačelnik je nositelj izvršne vlasti i zastupa Grad Vukovar. Gradonačelnik se bira na neposrednim izborima na vrijeme od četiri godine, sukladno zakonu o lokalnim izborima. Gradonačelnik ima dva zamjenika koji se biraju zajedno i istodobno s gradonačelnikom. U Gradu Vukovaru zbog odredbe Ustavnog zakona o pravima nacionalnih manjina, kojom se srpskoj nacionalnoj manjini priznaje pravo na zastupljenost, jedan zamjenik gradonačelnika bira se od pripadnika srpske nacionalne manjine.
Gradsko Vijeće grada Vukovara sačinjavaju predsjednik, potpredsjednik i devetnaest vijećnika. Ono obavlja dužnosti sukladno Statutu Grada Vukovara.
| Stranka | Broj zastupnika |
| ------- | --------------- |
| HS      | 6               |
| DP      | 4               |
| HDZ     | 3               |
| SDSS    | 2               |
| DSS     | 2               |
| HNS     | 1               |
| SDP     | 1               |

Izvori: vijesti.hrt.hr vukovar.hr

## Promet
Vukovar je smješten u sjeveroistočnom dijelu Republike Hrvatske (45° 20' sjeverne zemljopisne širine i 16° 40' istočne zemljopisne dužine) i sjedište je Vukovarsko-srijemske županije. Leži na ušću rijeke Vuke u Dunav (Luka Vukovar – Rkm 1335) i ima granični položaj na Dunavu prema Vojvodini u Srbiji. Zahvaljujući posebnosti svog zemljopisnog položaja, prvenstveno obilježenog međunarodnim plovnim putem – rijekom Dunav, Vukovar predstavlja značajno prometno čvorište magistralnih pravaca.

### Cestovni i željeznički promet
Dobra je prometna povezanost sa susjednim državama Bosnom i Hercegovinom, Mađarskom i Srbijom. Vukovar je udaljen 16 km od grada Vinkovaca, najvećeg željezničkog čvorišta u Hrvatskoj.
U travnju 2021. godine počeli su radovi na projektu "Nadogradnja i elektrifikacija postojeće željezničke pruge od značaja za međunarodni promet M601 Vinkovci – Vukovar". Vlakovi će na toj relaciji voziti brzinom do 120 km/h te će se skratiti vrijeme putovanja za oko 50 posto. Cilj projekta je povećati opseg željezničkoga teretnog prijevoza i prekrcaja robe u luci Vukovar, postići bolju povezanost željezničkoga putničkog prijevoza Vukovarsko-srijemske županije s glavnim prometnim koridorima. 15. travnja 2024. u kontaktnu mrežu na pruzi Vinkovci – Vukovar trajno je pušten napon od 25 kV. Dio je to završnih radova na projektu nadogradnje i elektrifikacije pruge M601 Vinkovci – Vukovar čije se otvorenje za putnički promet očekuje potkraj 2024.
Vukovar je povezan državnom cestom D55 preko Vinkovaca s 39 km udaljenim čvorom Županja na auto-cesti A3 Zagreb – Lipovac. S 33 km udaljenim Osijekom povezuje ga državna cesta D2, preko koje je Vukovar povezan na koridor Vc (autocesta A6).
Položaj Vukovara postat će dodatno povoljan s provođenjem regionalnih prostornih planova koji uključuju ulaganja u regionalnu prometnu infrastrukturu. Izgradnja četverotračne vukovarske obilaznice kao dijela multimodalnog čvorišta (pruga-cesta-rijeka), izgradnja brzih cesta koje će Vukovar povezati s koridorima X i Vc s jedne, te s graničnim prijelazima na tim koridorima s druge strane.
Položaj grada je iznimno povoljan za pristup drugim tržištima unutar srednje i jugoistočne Europe jer je smješten na ili u blizini sljedećih transeuropskih koridora:
- Paneuropski prometni koridor VII – rijeka Dunav (Luka Vukovar)
- Međunarodna zračna luka Osijek → udaljena 16 km
- Paneuropski prometni koridor X – željeznica → 14 km od Vinkovačkog čvorišta (najveće regionalno željezničko čvorište)
- Autocesta A3 (Hrvatska) → udaljena 42 km
- Europski pravac E73 – željeznica i autocesta A5 → udaljena 31 km

### Zračni promet
Izgradnjom zračne luke Klisa, 20-ak km zapadno od Vukovara, točno na tromeđi Vinkovaca, Vukovara i Osijeka, ovo je područje uključeno i u zračni promet.

### Riječni promet
Vukovarska luka na Dunavu važna je uvozno-izvozna postaja. Poslije izgradnje željeznice 1878./79. godine sve je važnija uloga Vukovara u pretovaru robe s riječnog na željeznički promet.

### Gradski promet kroz povijest i danas
Trgovište Vukovar razvijalo se tijekom 19. stoljeća relativno brzo. Putnička plovidba Dunavom uvedena je već sredinom 19. stoljeća. Zatim i željeznička pruga Budimpešta – Slavonski Brod (1878.), do koje je Vukovar imao spoj preko Priljeva i Borova te nešto kasnije i željeznički kolodvor bliže gradu (1891.). Produženjem pruge na Sajmište, naselje koje se tada prostorno proširivalo, 1912. godine otvoren je i željeznički kolodvor Stari Vukovar što je Vukovar povezivalo s ostatkom svijeta.
Elektrifikacija je uvedena 1909. godine (Kudeljara Hungarija) pa su svi navedeni noviteti uvodili Vukovar u novo doba. Povoljne su prilike u gospodarstvu dale krila i političkim ambicijama Vukovara. Iako je grad bio prijestonica Srijemske županije, sve do 1919. godine imao je status trgovišta. Ukazom tada regenta Aleksandra Karađorđevića, Vukovar i formalno pravno dobiva status grada. Uzmemo li u obzir da je cesta koja je planski povezivala Slavoniju s Beogradom, tada glavnim gradom, prolazila baš kroz Vukovar, možemo razumjeti potrebu da se dalje regulira promet u gradu, te se asfaltom prekrivaju sve važnije ulice 1909. godine.
Vukovarski graditelj, revolucionar i političar, Stjepan Supanc tada u zarobljeništvu u Rusiju, osmišlja novu prometnu regulatornu kompoziciju grada koja nikad nije realizirana. Međutim, realizira se prometna regulacija Novog Vukovara koja je realizirana 1921. godine (Franjo Türk). Tada nažalost, planirana gradnja drugog mosta u današnjoj Frankopanskoj ulici nije realizirana. Grad Vukovar u jednom trenutku tada imao je i plan gradnje mosta preko Dunava na Priljevu, kao i uvođenje jedne tramvajske linije, ali od toga se odustalo.
Poslije Drugoga svjetskog rata stvara se gradska putnička tvrtka, te Vukovar koristi autobuse u gradskom prometu. U vrijeme SFRJ i do Domovinskog rata tvrtka Čazmatrans vodi javni promet u gradu.
Poslije agresije 1991. godine i nakon povratka Vukovara u ustavno pravni poredak Republike Hrvatske tvrtka Čazmatrans obnavlja svoj rad na području grada Vukovara. Na području grada Vukovara autobusni gradski prijevoz putnika se obavlja sukladno dodjeljenoj koncesiji za obavljanje djelatnosti komunalnog linijskog prijevoza putnika na području grada Vukovara.
Mreža linija se sastoji od 3 odnosno 6 linija koje povezuju sve gradske četvrti i prigradska naselja.:
- L1 – Dvanaest Redarstvenika – Sajmište
- L2 – Sajmište – Dvanaest Redarstvenika
- L3 – Trpinjska cesta – Novo Groblje
- L4 – Novo Groblje – Trpinjska cesta/Lipovača
- L5 – Radnički Dom – Sotin
- L6 –Sotin – Radnički Dom

## Gospodarstvo
Gospodarstvo Vukovara zasnovano je na poljoprivredi, trgovini, vinogradarstvu, prehrambenoj industriji, tekstilnoj industriji, industriji građevinskog materijala, industriji obuće i turizmu.
Prije Domovinskog rata Vukovar je bio jedan od najrazvijenijih područja Hrvatske, Vukovar je bio najveće trgovačko, prometno i obrtničko središte istočne Slavonije i zapadnog Srijema na području hrvatskog Podunavlja. Po BDP-u Vukovar je bio iznad prosjeka SR Hrvatske i poslije Maribora u Sloveniji, Vukovar je po BDP bio drugi grad u SFRJ. Do 1990. Vukovar je imao 29 000 zaposlenika, dok je samo za tvornicu Borovo koja je imala 600 trgovina diljem tadašnje države, radilo više od 22 000 ljudi. Prema podacima iz 1991. vukovarski BDP bio je 9300 USD, što je bilo daleko iznad hrvatskoj prosjeka 8155 USD, čime je Vukovar bio najrazvijeniji grad u tadašnjoj SR Hrvatskoj.
Industrija je teško stradala u velikosrpskoj agresiji 1991. – 1995. Dramatičan pad broja stanovnika također doprinosi padu gospodarstva. Državna komisija za popis i procjenu ratne štete utvrdila je da ona u Vukovaru izravno iznosi 9,5 milijardi kuna, a neizravno i četiri puta više. Od tih je 9,5 milijardi pola, dakle 4,6 milijardi, šteta u gospodarstvu, pri čemu su najveću štetu pretrpjele tvrtke Borovo – 1,9 mlrd., Vupik 1,3 mlrd., Vuteks 950 milijuna i Velepromet 81 milijun kuna. Doduše u poslijeratnu obnovu grada država je uložila oko 3,5 milijardi kuna, od čega 1,7 milijardi u stambeni fond (neposredna razaranja, a za srpske okupacije krađa imovine, strojeva i odvoz istih u Srbiju).
Mirnom reintegracijom pod hrvatsku vlast počela je obnova grada, pa tako i industrije.
U razdoblju poslije 2000. godine do danas ulaganjima u poslovne zone, nove tvornice te povećanje pretovara robe u Luci Vukovar grad Vukovar postupno se gospodarski oporavlja.

### Veće tvrtke u gradu Vukovaru
- Vupik – prehrambena industrija
- Borovo – industrija obuće
- Luka Vukovar
- Velepromet
- Tvornica lijekova Yasenka
- Tvrtka Smiljanić d.o.o[27]
- Tvornica biodizela – Biodizel Vukovar d.o.o., najveći proizvođač biodizela u Hrvatskoj[28]

### Posebne zone za ulaganja
Borovo naselje i Priljevo:
- područje kombinata Borovo
- područje Gospodarske zone Vukovar d.o.o.
- lučko područje (luka i okolne parcele rezervirane za razvoj lučke djelatnosti)
- Područje Zone male privrede Priljevo
- područje uz Borovsku cestu, označeno kao područje komercijalne namjene
- industrijsko područje uz D55 prema Vinkovcima

Sajmište:
- Podunavska slobodna zona
- Područje nekadašnje ciglane
- Niz površina u GUP-u označenih za industrijsku i mješovitu namjenu

Mitnica:
- Poljana u GUP-u označena za komercijalnu namjenu

Poslovno-inovacijski centar BIC-Vukovar predstavlja zaokruženi koncept za potporu inovativnom, tehnološki proizvodno orijentiranom poduzetništvu – neovisno o veličini ili zrelosti tvrtke. Cilj ovog Centra je privući ili potaknuti stvaranje i rast tehnološki orijentiranih tvrtki. Poslovno-inovacijski centar BIC-Vukovar smješten je na području Vukovarske gospodarske zone na parceli površine od 15 776 m2. 
U svom sastavu Poslovno-inovacijski centar BIC-Vukovar ima 4 centra, smještena u 2 zgrade. U zgradi bivše tiskare Borovo (bruto površine 1125 m2) smješten je Poduzetnički inkubator, a u zgradi Poly (bruto površine 9700 m2) smještena su preostala 3 centra BIC-Vukovar i to Proizvodni centar, Centar inovativnog poduzetništva (CIP) i Edukacijski centar.

## Turizam
Turizam je također jedna od važnih djelatnosti u gradu. Nakon uklanjanja porušenih mostova na Dunavu kod Novog Sada krenula su krstarenja Dunavom, pa su počeli pristajati putnički brodovi i u Vukovaru. Tim brodovima se samo u 2005. godini u Vukovaru iskrcalo oko 18.500 turista, pretežito američkih i njemačkih. Nakon ponovne izgradnje hotela Lav, počeo se razvijati i kongresni turizam.
Po podatcima Državnog zavoda za statistiku, u 2015. godini Vukovar je zabilježio čak 153 % više turističkih dolazaka i 132 % noćenja više nego godinu ranije. Po podatcima Državnog zavoda za statistiku za 2014. i 2015. godinu, apsolutni rekorder po rastu turističkih dolazaka i noćenja je Vukovar. Sa 7017 dolazaka u 2014. godini, skočili su za deset tisuća, na 17 811 dolazaka u 2015. godini, što je rast od čak 153,8 %. Tek nešto je manji rast u broju noćenja, 135 posto – s 11 923 u 2014. godini na 28 015 u 2015. godini. Sam grad predstavlja važno turističko mjesto za ratni, memorijalni turizam koji čini najveći broj posjeta turista.
Među značajnim građevinama, ističu se dvorac Eltz iz 18. stoljeća, barokne zgrade u središtu grada, franjevački samostan, Župna crkva sv. Filipa i Jakova, Pravoslavna crkva sv. Nikole, Mauzolej Eltz, Mauzolej obitelji Paunović dok je najpoznatiji i najposjećeniji objekt u gradu Vukovarski vodotoranj.
Izvan grada na obali Dunava prema Iloku nalazi se Arheološki park Vučedol gdje je pronađena čuvena obredna posudica Vučedolska golubica koja predstavlja povijesni simbol grada Vukovara te Vučedolska čizmica keramički artefakt dječje veličine. Arheološko nalazište s Muzejom Vučedolske kulture i Arheološkim istraživačkim centrom (Vila Streim) jedini je izuzev osječkog, arheološki istraživački centar u istočnoj Hrvatskoj dio je šireg plana izgradnje Arheološkog parka Vučedol koji će po završetku posjedovati i kompletno uređen arheološki prostor oko samog muzeja a planira se i izgradnja zvijezdarnice te uređenje vučedolske marine za prijem brodova na Dunavu.
- Park-šuma Adica 2 km od središta grada smješten u poznatoj vukovarskoj park-šumi i okružen rukavcima rijeke Vuke. Mjesto gdje se najčešće održavaju gradske manifestacije, posebice u proljeće i ljeti. Tradicionalno najposjećenija za Praznik rada kako za Vukovarce tako i ljude koji dolaze iz udaljenijih krajeva, koncerti na otvorenom, etno sajmovi i razna druga događanja tijekom godine.[32]
- Gorjanovićev profil podno Vukovarskog vodotornja, vrijedan je geološki spomenik te praporni (lesni) profil koji predstavlja geokronološki zapis klimatskih promjena koje su se zbivale u posljednjih 150.000 godina. Njegovo istraživanje započeli su geolozi još prije 100 godina što je doprinijelo vrijednim podacima o prirodnom mehanizmu iz kojeg je nastao sloj na kojemu do danas ljudi žive na ovom području. Gorjanovićev profil samo je polovica izvornog profila koji se tu nalazio i mogao vidjeti. Ostatak je zatrpan izgradnjom keja još šezdesetih godina 20. stoljeća.

### Mjesta memorijalnog turizma
- Memorijalno groblje žrtava iz Domovinskog rata u Vukovaru[33]
- Spomen-dom Ovčara[34]
- Mjesto sjećanja – Vukovarska bolnica 1991.[35]
  - Spomenik Ruža hrvatska postavljen 2021. godine ispred bolnice, u spomen na Ružicu Markobašić i njezinog nerođenog sina Antuna, stradalih na Ovčari[36]
- Spomen-dom hrvatskih branitelja na Trpinjskoj cesti[37]
- Veliki bijeli križ na ušću Vuke u Dunav, u spomen na sve žrtve Domovinskog rata
- Bugarsko vojno groblje[38]
- Spomenik 'Otac i sin'
- Spomen-park Dudik
- Kosturnica s spomenikom žrtava Dudika, palih boraca Pete vojvođanske udarne brigade i boraca Crvene armije

## Kultura

### Muzeji

#### Gradski muzej Vukovar
Gradski muzej Vukovar osnovan je 1946. godine. Prvi stalni postav otvoren je 1948. godine zahvaljujući prvoj donaciji osnivača Vukovarca dr. Antuna Bauera.
Muzej je teško stradao u Domovinskome ratu, te je bio i prvi objekt bombardiran u zračnim napadima JNA na grad. Dobar dio umjetnina odnesene su u Novi Sad gdje su godinama bile pohranjene u "Pokrajinskom zavodu za zaštitu spomenika kulture" AP Vojvodine.
Radom u progonstvu u razdoblju od 1992. godine do danas, na inicijativu gospodina Bože Biškupića, skupljena je zbirka umjetnina koju su hrvatski umjetnici darovali Gradskom muzeju. Toj ideji su se pridružili i umjetnici iz Italije, Austrije, Njemačke, Poljske, Francuske i drugih zemalja. Zbirka nosi naziv Muzej Vukovara u progonstvu i danas ima 1500 umjetnina.
U procesu mirne reintegracije hrvatskog podunavlja i početka djelovanja muzej je djelovao u razorenom dvorcu ali je uspješnim trudom djelatnika ubrzo počeo da se obnavlja. Umjetnine su vraćene u Hrvatsku. Gradski muzej Vukovar i kompleks dvorcaEltz obnovljen je 2011. godine u sklopu Projekta Vlade Republike Hrvatske i Razvojne banke Vijeća Europe, koji pod nazivom Obnova i revitalizacija kulturne baštine „Ilok -Vukovar-Vučedol“ provodi Ministarstvo kulture Republike Hrvatske. Nakon završenih građevinskih radova, Prva faza stalnog postava u prizemlju Eltz sa svečanim dvoranama i ambijentalnim prostorima otvorena je u Noći muzeja 25. siječnja 2013. godine. Već sljedeće godine, 23. siječnja 2014. godine, otvoren je stalni postav Gradskog muzeja Vukovar, koji sa svojim zbirkama pokriva vremenski raspon od 8000 godina. Danas je Gradski Muzej Vukovar jedan od najsuvremenije uređenih u Hrvatskoj.
U travnju 2016. godine u sklopu dodjele nagrade za Europski muzej godine u San Sebastijanu, Gradski muzej Vukovar dobio je od (EMYA) Europskog muzejskog foruma Nagradu Silletto za suradnju s lokalnom zajednicom i uključivanje volontera u rad muzejske ustanove. Za nagradu Europski muzej godine bilo je nominirano 49 muzeja iz 24 europske zemlje.

#### Zbirka Bauer
Zbirka Bauer koje je Vukovaru još prije rata donirao poznati hrvatski muzeolog i kolekcionar dr. Antun Bauer jedna od najvrjednijih umjetničkih zbirki u Hrvatskoj. On je vrijedno i strpljivo prikupljao umjetnine počevši od 1948. godine pa sve do 2000. godine. Prije rata zbirka je imala više od 3000 umjetnina. Zbirka Bauer je u muzeju dočekala i početak Domovinskoga rata. Zbirka je odmah nakon ratnih razaranja Vukovara premještena u Novi Sad gdje je spremljena na sigurno, popisana i klasificirana. Ne postoje precizni podatci tko ju je odvezao za Novi Sad ali se pretpostavlja kako se radi o postrojbama JNA i muzealcima iz Vojvodine koje su na ovaj način željeli spasiti neprocjenjive umjetnine. S normalizacijom odnosa Hrvatske i Srbije umjetnine iz Zbirke Bauer su 2001. godine konačno vraćene u Hrvatsku. Toga 13. prosinca 2001. godine u Gradskom muzeju Vukovaru u Mramornom predvorju dvorca Eltz predstavnici dvije države potpisali su Protokol o povratu umjetnina. Danas, više od 25 godina kasnije, Zbirka Bauer ima 2485 umjetnina i 606 autora. U sklopu obilježavanja 25. obljetnice međunarodnog priznanja Republike Hrvatske, Zbirka Bauer ponovno je otvorena za javnost u sklopu dvorskog kompleksa Eltz u izdvojenoj zgradi u pet prostorija i na dva kata, ukupno su izložene 244 umjetnine. Od toga broja je 170 slika, 25 skulptura, 34 crteža, 15 grafika.

#### Muzej vučedolske kulture
Muzej vučedolske kulture izgrađen je na arheološkom lokalitetu Vučedol podno prapovijesnog tela – višeslojnog naselja na kojemu se od 1984. godine provode sustavna interdisciplinarna istraživanja. Vučedol je eponimni lokalitet eneolitičke kulture koja se u svojoj kasnoj fazi pred kraj trećega tisućljeća prije Krista proširila na prostor današnjih 12 europskih zemalja. Muzej u svome stalnom postavu kroz 19 tema donosi prikaz i rekonstrukciju života kulture na širem prostoru rasprostiranja. Muzej je dio arheološko-turističkog parka, a muzeološkim sadržajima su obuhvaćeni i novoizgrađeni prostori vučedolskog Gradca s rekonstrukcijom megarona ljevača bakra, radionice starih zanata i istraživački centar u Villi Streim. Muzej vučedolske kulture danas je jedan od najsuvremenije opremljenih muzeja u Republici Hrvatskoj.

#### Spomen-muzej Lavoslava Ružičke
Spomen-muzej Lavoslava Ružičke (1887. – 1976.), dobitnika Nobelove nagrade za kemiju 1939. godine, otvoren je prvi put 1977. godine. Rodni grad Vukovar Lavoslav Ružička je posjetio 1965. godine, kada je nastala ideja o osnivanju muzeja. Obnovljena Ružičkina kuća otvorena je 2007. godine, na 120. obljetnicu njegova rođenja, i djeluje kao kulturno-znanstveni centar. U njoj se nalaze zavod HAZU i velika polivalentna dvorana te Spomen-muzej Lavoslavu Ružički. U njemu su izložene fotografije, pisma i drugi materijali koji dokumentiraju bogati Ružičkin život i plodni znanstveni rad.

#### Franjevački muzej Vukovar
Franjevački muzej Vukovar djeluje u sklopu franjevačkog samostana. Muzejska zbirka plod je višestoljetnog prikupljanja liturgijskog ruha i posuđa te knjiga od dolaska franjevaca u grad 1687. godine. Samostan je teško oštećen, a jedan dio muzejske zbirke opljačkan i uništen tijekom Domovinskog rata. Dio riznice spašen je zalaganjem franjevaca, te se do 2004. godine čuvao u Franjevačkom samostanu u Zemunu. U svibnju 2019. godine otvoren je novoobnovljeni muzejski kompleks, koji je u prvoj godini rada posjetilo 35 tisuća posjetitelja.

### Gradska knjižnica i čitaonica Vukovar
Gradska knjižnica i čitaonica Vukovar, utemeljena 1947. godine, javna je ustanova koja obavlja knjižničnu i informacijsku djelatnost gradske knjižnice u gradu Vukovaru te je i važan čimbenik očuvanja tradicijske kulture vukovarskoga kraja posjeduje vrijednu zavičajnu zbirku knjiga i publikacija. U knjižnici se nalazi i jedan od svega nekoliko Američkih kutaka u Republici Hrvatskoj.

### Kinematografi
Prvi kino u Vukovaru otvoren je u tadašnjoj zgradi Grand Hotela, poznatijoj danas pod nazivom "Radnički Dom Vukovar" na glavnomu gradskom trgu u gradu, koje je radilo sve do razaranja grada 1991. godine i u kome su se uglavnom prikazivali stariji filmovi.
Prvi namjenski kino u Vukovaru javlja se već 1932. godine kada bogati industrijalac Tomáš Baťa u sklopu novoizgrađenog radničkog naselja, tada pod nazivom "Batine Kolonije" daje izgraditi zgradu radničkog doma za potrebe radnika u sklopu koje gradi prvu kinodvoranu u gradu Vukovaru sa 153 sjedećih mjesta pod nazivom "Ton-kino – Bata", simboličnog naziva, jer bio je to prvi kino u istočnoj Slavoniji koje je prikazivalo tonske filmove. Većina kina u tadašnjoj državi uopće u to vrijeme prikazivala su isključivo nijeme filmove.
Uskoro dolazi vrijeme Drugoga svjetskog rata nakon kojega Batine tvornice nacionalizirala je "narodna vlast", a radničko naselje dobiva novo ime pod kojim ga danas poznajemo kao Borovo Naselje. Ipak, nove vlasti i dalje podržavaju rad kina u zgradi Radničkog Doma te Šandor Farkaš i njegova supruga Kristina, prijašnji upravitelji kina i dalje vode "Ton-kino" sve do 1967. godine.
Ubrzo uzletom tvornice Borovo naglo se povećava broj stanovnika u gradu te su i potrebe za kulturnim institucijama sve veće, tako se preko puta Radničkog Doma gradi nova multi-kulturalna dvorana s više od 500 sjedala i filmskim platnom od kojeg je u Hrvatskoj bilo veće samo ono u pulskoj Areni. Prvi film koji je te godine prikazan na platnu 14x6 metara je bio talijanski film Lijepa mlinarica (1955.) redatelja Maria Camerinia sa Sophiom Loren i Marcelom Mastroiannijem u glavnim ulogama.
Nakon Domovinskoga rata kinodvorana nastavlja se koristiti smanjenim kapacitetom do novijeg doba kada zbog novih težnja koje više ne poznaju postojanje velikih kinodvorana iz praktičnih i financijskih razloga, dvorana u Borovu Naselju biva prenamijenjena.
Grad Vukovar 21. prosinca 2013. godine u sklopu K centra "Golubica Mall" dobiva prvi CineStar u Vukovarsko-srijemskoj županiji. Cinestar Vukovar digitaliziran je kino s tri dvorane, od kojih su dvije opremljene tehnologijom realD 3D, te također CineStar eXtreme velikom kinodvoranom s platnom površine 100 četvornih metara.

### Domovi kulture
- Hrvatski dom u Vukovaru
- Srpski dom u Vukovaru
- Mađarski dom u Vukovaru
- Ukrajinski dom u Vukovaru
- Udruga Nijemaca i Austrijanaca Vukovar VDÖV
- Europski dom u Vukovaru

### Manifestacije
- Vukovarski filmski festival, festival filmova podunavskih zemalja
- Bonofest, festival duhovne glazbe u Franjevačkom samostanu
- Lutkarsko proljeće, festival dječjeg kazališta
- Festival komorne glazbe
- Vukovarski etno sajam
- Dan sv. Vinka
- Vukovarske adventske svečanosti
- Tiha noć u Vukovaru, godišnji koncert pod vodstvom Hrvatske radiotelevizije

## Religija
Po popisu stanovništva iz 2011. godine najbrojnija vjerska zajednica u gradu su Katolici većinom Hrvati ali ima i Madžara i Nijemaca, drugi po brojnosti su Pravoslavci većinom Srbi no i Crnogorci te dio Rusina, pripadnici drugih vjeroispovijesti su Grkokatolici od kojih najviše ima pripadnika Rusina i Ukrajinaca.
Svetac zaštitnik grada Vukovara je Sveti Bono Vukovarski kojega su davnina i prije rata štovali kako katolici tako i pripadnici drugih vjeroispovijesti u gradu, pravoslavni i grkokatolici. Po svetom Boni Vukovarskom ime su dobili i Pastoralni centar svetog Bone, udruga Sveti Bono Vukovar i "Bonofest" – festival duhovne glazbe. U gradu postoji i Grkokatolička zajednica mahom Rusina i Ukrajinaca. U gradu djeluje i Adventistička crkva. Među pravoslavnim vjernicima posebice se štuje Sveta Petka svetica zaštitnica žena, bolesnih i siromašnih.

### Sakralni objekti
Franjevački samostan s Crkvom sv. Filipa i Jakova
Crkva je teško oštećena u ratu i obnovljena 2000. godine. Nakon zagrebačke i đakovačke katedrale treća je crkva po duljini u Hrvatskoj, građena u baroknom stilu, s nekoliko vrijednih oltara, a posjeduje i vrijednu knjižnicu, te kriptu obitelji Eltz ispod crkve. Najveću vrijednost predstavljaju ostatci sv. Bone koji se čuvaju u srebrnom sarkofagu na kojem stoji napisano: Spaljeni ostatci sv. Bone mučenika.
Crkva Gospe Fatimske
Crkva u Borovu Naselju, s kipom Gospe Fatimske pronađenim neoštećenim pod ruševinama prijeratne crkve, na Svijećnicu 2. veljače 2000. godine.
Crkva sv. Roka
Crkva u sklopu Dvorca Eltz.
Crkva Blažene Djevice Marije Kraljice mučenika
Crkva sv. Nikole
Crkva sv. Nikole jedna je od najstarijih i najznačajnijih pravoslavnih crkvi u stilu pučkog baroka sjeverno od Save i Dunava. U ratu teško oštećena, danas obnovljena, posjeduje vrijedan ikonostas i stare očuvane spise u tornju crkve.
Crkva sv. Petke
Crkva sv. Petke nalazi se u poznatom vukovarskom izletištu park šumi Adica. Posjeduje lijepi ikonostas rađen u duborezu, a među Vukovarcima svih vjeroispovijesti od davnina je popularan izvor svete vode pod crkvom kao "Izvor Svete Petke", zaštitnice žena, bolesnih i siromašnih.
Grkokatolička župna crkva Krista Kralja
Grkokatolička župna crkva Krista Kralja, naziva se i "ukrajinska crkva".
Crkva sv. kralja Stefana Dečanskog
Crkva sv. kralja Stefana Dečanskog pravoslavni je hram u Borovu Naselju iz 2010. godine.
Kapela čudotvorne Gospe od Hrasta
Kapela čudotvorne Gospe od Hrasta u zapadnome vukovarskom predgrađu Priljevu izgrađena je 1892. godine. Štovanje čudotvorne Gospine slike što je prije izgradnje kapele visjela na obližnjem stablu zabilježeno je od polovice 18. stoljeća.
Kapela Krista Kralja mučenika
Nalazi se na Memorijalnom groblju žrtava Domovinskog rata u Vukovaru. Radovi su započeli u svibnju 2023. godine, a završeni su početkom jeseni 2024. Blagoslov kapelice i prvu misu predvodio je đakovačko-osječki nadbiskup Đuro Hranić 17. studenoga 2024.

### Gradska groblja
Grad Vukovar na svojem području ima sedam groblja. Četiri su povijesna nacionalna gradska groblja, koja svjedoče o višestoljetnoj tradiciji multikulturalnosti u Vukovaru: Staro katoličko groblje, Staro pravoslavno groblje, Švapsko groblje te Židovsko groblje. Gradska komunalna tvrtka brine o svih sedam gradskih groblja, te o katoličkom i pravoslavnom u prigradskom naselju Sotin.
Memorijalno groblje žrtava iz Domovinskog rata
Svakako najpoznatije vukovarsko groblje u novije vrijeme je Memorijalno groblje žrtava iz Domovinskog rata. Usporedno s procesima ekshumacije i identifikacije žrtava pristupilo se i uređenju Groblja hrvatskih branitelja iz Domovinskog rata. Po okončanom procesu ekshumacija iz masovne grobnice na Novom (Bugarskom) groblju u Vukovaru, pristupilo se uređenju groblja, a tijekom 1999. godine groblje je dobilo današnje obrise. U sklopu uređenja groblja, projektom je predviđeno uređenje mjesta masovne grobnice, kao i uređenje Memorijalnog prostora sa spomenikom. Na mjestu masovne grobnice postavljeno je 938 bijelih, mramornih, križeva koji predstavljaju broj ekshumiranih žrtava. Na Memorijalnom je trgu 5. kolovoza 2000. godine svečano otkriveno brončano spomen-obilježje s vječnim plamenom, rad prof. Đurđice Ostoje. Zaključkom Vlade Republike Hrvatske od 16. studenog 2000. godine groblju je utvrđen je status Memorijalnog groblja žrtava iz Domovinskog rata.
Novo groblje – Dubrava (Bugarsko)
Glavno je i najveće vukovarsko gradsko groblje. Jedno od 7 gradskih grobalja i ime nosi po šumi Dubrava uz koju se nalazi. Naziva se još i Bugarsko groblje zbog skupne grobnice bugarskih vojnika iz 2. svjetskog rata. Sastoji se od groblja Dubrava i Dubrava 1. Groblje Dubrava prostire se na 59 861 m2, a novo groblje Dubrava na 87 725 m2. Do danas groblje Dubrava ima 7589 grobna mjesta i ukupno oko 290 ukopa godišnje.
Staro katoličko groblje
Na ovom groblju pokapaju se umrli većinom katoličke vjeroispovijesti. Ukupno je na tom groblju oko 4835 grobova. Godišnje se izvrši oko 46 ukopa. Staro katoličko groblje medju najtežima je oštećenim u Domovinskom ratu, posjeduje staru kapelu u sklopu koje su sahranjivani Franjevci vukovarskog franjevačkog samostana. Groblje je parterno uređeno posjeduje također i noviju kapelu za ispraćaje ali do danas se nije pristupilo obnovi spomenika na groblju. Nalazi se na adresi: Nikole Andrića 36.
Staro pravoslavno groblje
Na uskom prostoru između ulica Ukrajinske i Europske unije smješteno je Staro pravoslavno groblje. Na ovom groblju pokapaju se umrli većinom pravoslavne vjeroispovijesti. Ukupno je na tom groblju oko 1259 grobova. Godišnje se izvrši 12 ukopa. Staro pravoslavno groblje teško je oštećeno tijekom Domovinskog rata te je u novije vrijeme samo djelomice obnovljeno. Značajniji objekt mauzolej, barokna kapela obitelji Stanić obnovljena je iz vana u cijelosti unutar nje se nalazi vrijedan prikaz Isusa Krista u mozaiku, neoštećen tijekom agresije na Vukovar.
Švapsko groblje
Švapsko groblje jedno je od četiri povijesna nacionalna groblja u Vukovaru te jedno od najstarijih gradskih grobalja. U sklopu švapskog groblja nalazi se barokni mauzolej vukovarske velikaške obitelji Eltz. Groblje se nalazi u blizini Vukovarske bolnice odmah pored Gradskog stadiona.
Židovsko groblje
Židovsko groblje svjedoči o malobrojnoj ali nekoć izuzetno utjecajnoj židovskoj zajednici u gradu Vukovaru koja je svojedobno u gradu posjedovala čak dvije sinagoge od kojih je jedna pretvorena u Kalvinsku crkvu a drugu, Veliku vukovarsku sinagogu srušili su komunisti 1958. godine. Židovsko groblje nalazi se na Sajmištu pokraj samoga ulaza u vukovarsku vojarnu u ulici Ivana Tijardovića. Medju 7 je gradskih i jedno od 4 povijesna vukovarska groblja. Sadrži, u ratu teško oštećenu, Cidin-Hain kuću vukovarskog projektanta Frana Funtaka (poznat po prvom armirano-betonskom crkvenom tornju u Hrvatskoj izgrađenom uz Kalvinsku crkvu u Vukovaru, iz 1910. godine)
Katoličko groblje u Sotinu
Pravoslavno groblje u Sotinu
Groblje u Lipovači

## Obrazovanje

### Osnovne škole
- Osnovna škola Dragutina Tadijanovića Vukovar
- Osnovna škola Antuna Bauera Vukovar
- Osnovna škola Nikole Andrića Vukovar
- Osnovna škola Siniše Glavaševića Vukovar
- Osnovna škola Blage Zadre Vukovar
- Osnovna škola Mitnica Vukovar
- Osnovna škola Josipa Matoša Vukovar

### Srednje škole
- Gimnazija Vukovar
- Ekonomska škola Vukovar
- Tehnička škola Nikole Tesle Vukovar
- Srednja strukovna škola "Marko Babić" Vukovar
- Glazbena škola Vukovar

### Visoko obrazovanje
Veleučilište “Lavoslav Ružička”, Vukovar
- studij fizioterapije
- studij preventivne fizioterapije
- studij trgovine
- upravni studij

Sveučilište u Splitu, Odjel za stručne studije
- studij informatike
- studij ekonomije
- upravno-pravni studij

Sveučilište Josipa Jurja Strossmayera u Osijeku, dislocirani studiji u Vukovaru
- - studij ekonomije
  - studij prava
- Visoka učiteljska škola – dislocirani studij Vukovar

## Mediji
U Vukovaru postoje dvije radijske postaje, "Hrvatski radio Vukovar" i "Radio Dunav" namijenjen srpskoj nacionalnoj manjini. Od tiskanih medija u Vukovaru jednom u dva tjedna (svake druge srijede) tradicionalno izlaze Vukovarske novine. U gradu postoji i nekoliko periodičnih manjinskih listova. Na dvije regionalne postaje (Vinkovačka televizija i Osječka televizija) postoje emisije namijenjene gradu Vukovaru, to su "Vukovarski mozaik" i "Vukovarska kronika". Za pripadnike srpske nacionalne manjine u produkciji Zajedničkog vijeća općina emitira se emisija "Kronika Slavonije, Baranje i zapadnog Srijema" iz studija u Vukovaru, uz medijsku potporu Radiotelevizije Vojvodine.

## Šport

### Povijest športa u Vukovaru
U gradu Vukovaru stanovništvo je vezano za prirodu i rijeku Dunav. Takav stil života obilježava i značajna uloga športa i rekreacije. Grad Vukovar ima tradiciju u mnogim športovima posebice u onima vezanim uz vodene športove poput veslanja, plivanja i vaterpola a osim njih najznačajnije uspjehe ostvarile su vukovarska košarka, boks, odbojka i atletika.
Godine 1912. osnovan je Veslački klub „Vukovar“.
Ženska odbojka u Vukovaru ima dugu tradiciju. Ženski odbojkaški klub osnovan je 1962. godine i od tada su odbojkašice ponos grada koji puni tribine. Krajem sedamdesetih, ŽOK Vukovar se izborio za ulazak u prvu saveznu ligu Jugoslavije gdje je i ostao do 1991. godine. Bilo je teško uspjeti i zadržati se u prvoj ligi, ali samo su se jedne godine borile za opstanak dok su većinom bile stabilan prvoligaš uglavnom na sredini ljestvice, točnije od 4. do 7. mjesta. Ostvarivale su dobre rezultate i u kupovima Jugoslavije, a 1986. godine su sudjelovale i u kupu CEVA gdje su došle do 3. kola, odnosno bile su četvrtoplasirane. Dana 22. prosinca 2010. godine u Zagrebu je osvojen odbojkaški Kup Hrvatske – najveći uspjeh vukovarskog športa koji je ponovljen i sljedeće 2011. godine.
Godine 1980. u Vukovaru je odigrano finale kupa Jugoslavije u košarci u kojem je Cibona dobila Bosnu 68:62.
Godine 2015., nakon 35 godina Dvorana Borovo ponovno je bila domaćin završnice košarkaškog kupa. 18. i 19. veljače u Vukovaru je održan završni turnir Kupa Krešimira Ćosića 2014./15.. Cedevita, Zadar, Cibona i Kvarner natjecali su se za trofej, kojeg su osvojili košarkaši Cedevite pobjedivši u završnici košarkaše Zadra rezultatom 86:82.
VK Vukovar jedini je aktivni vaterpolo klub u Vukovarsko-srijemskoj županiji.
Godine 2017. Vukovar je bio domaćin vaterpolske utakmice u 5. kolu skupine B Svjetske lige. Na Vukovarskom plivalištu odigrana je povijesna utakmica između reprezentacija Hrvatske i Francuske pred 700 gledatelja. Hrvatska vaterpolska reprezentacija dobila je Francusku sa 16:6, te se revanširala protivniku koji ju je iznenađujuće pobijedio na Olimpijskim igrama u Rio de Janeiru godinu dana prije.

### Šport u Vukovaru danas
Značajniji športski objekti u gradu Vukovaru su:
- Sportska dvorana Danijel Rehak (kapacitet 3000 gledatelja), izgrađena 1976. godine u svrhu održavanja Stolnoteniskog prvenstva Jugoslavije 1978. godine.
- Plivalište Vukovar s velikim zatvorenim olimpijskim bazenom i tribinama za 750 gledatelja uz dodatnih 100 sjedećih mjesta koji ima dopuštenje za velika međunarodna natjecanja, s fitness dvoranom, saunom, komercijalnim prostorima, restoranom i barom na dvije razine,[60] te posjeduje i dva vanjska bazena, tobogan i sunčalište
- Gradski stadion Borovo Naselje, kapaciteta 6000 gledatelja, glavni je stadion u gradu Vukovaru i dom vukovarskih svjetloplavih, HNK Vukovar 1991
- Športsko-rekreacijski centar Lijeva Bara s dvoranom za borilačke športove i vanjskim nogometnim i košarkaškim igralištima
- Športsko-rekreacijski centar Trpinjska cesta
- Tenis centar Vukovar od 6 otvorenih zemljanih terena na kojima se odvijaju treninzi i natjecanja po svim dobnim skupinama
- Streljana Grič-7
- Atletski stadion Vukovar (bivši stadion Sloge Vukovar)
- Stadion NK Vuteks Sloga Vukovar

Grad Vukovar odlukom gradskog vijeća osnovao je 2016. godine javnu ustanovu "Sportski objekti Vukovar" za upravljanje športskim objektima u gradu Vukovaru. Osim plivalištem ustanova upravlja i športskom dvoranom te teniskim terenima u Borovu naselju kao i športskim rekreacijskim centrom u Lijevoj bari.
Svakako najpoznatiji predstavnik vukovarskog športa danas je Damir Martin veslač, dvostruki svjetski i europski prvak te osvajač srebrnog odličja na Olimpijskim igrama 2012. godine u Londonu ali i mnogi drugi, plivačica Mirna Jukić, odbojkašica Marina Miletić kao i stolnotenisačica Sandra Paović.

### Vukovarski športski klubovi
Atletika
- Atletski klub "Maraton"

Biciklizam
- Sportski biciklistički klub "Vukovar"

Boćanje
- Boćarski klub "Mitnica"
- Boćarski klub "Borovo"
- Boćarski klub "Trpinjska cesta"
- Boćarski klub "Dunav" Sotin

Borilački športovi
- Karate klub "Vukovar '91"
- Boksački klub "Borovo"
- Taekwondo klub "Borovo"
- Taekwondo klub "Dragon" Lipovača

Bridž
- Sportski bridž klub "Vupik Vukovar"

Gimnastika
- Gimnastičko društvo "Vukovar"

Hokej na ledu
- KHL Komarci Vukovar

Košarka
- Košarkaški klub "Vukovar"
- Košarkaški klub "Borovo"[62]

Kuglanje
- Hrvatski kuglački klub "Vukovar '91"

Nogomet
- Hrvatski nogometni klub "Vukovar 1991"
- Nogometni klub "Vuteks-Sloga"
- Hrvatski nogometni klub "Borovo"
- Hrvatski nogometni klub "Radnički"
- Hrvatski nogometni klub "Lipovača"
- Športski nogometni klub "Dunav" Sotin
- Ženski nogometni klub "Vukovar"
- Hrvatski Nogometni klub "Mitnica"

Mali nogomet
- Malonogometni klub "Bata Borovo"

Odbojka
- Ženski odbojkaški klub "Vukovar"
- Muški odbojkaški klub "Zrinski"

Plivanje
- Plivački klub Vukovar

Ronjenje
- Klub podvodnih aktivnosti "Vukovar"

Rukomet
- Hrvatski rukometni klub "Borovo"
- Ženski rukometni klub "Vukovar"

Stolni tenis
- Stolno teniski klub "Vukovar 91"

Šah
- Šahovski klub "Vukovar 91"
- Šahovski klub "Slaven"
- Šahovski klub "Šahmatik"
- Šahovski klub "Caissa"

Športski ribolov
- Športsko ribolovna udruga "Dunav"
- Športsko ribolovna udruga "Vuka"
- Športsko ribolovna udruga "Borovo naselje 91"
- Športsko ribolovna udruga "DEA SPORT" Vukovar

Tenis
- Teniski klub "Borovo naselje"
- Teniski klub "Vukovar"

Veslanje
- Hrvatski veslački klub "Vukovar"

Vaterpolo
- Vaterpolo klub Vukovar[63]

### Memorijalna natjecanja i turniri
- Biciklistički ultramaraton Vukovar – Dubrovnik
- Memorijalni ultramaraton „Od Velikog do Malog Vukovara“, Vukovar – Sunja (od 2018.)
- Memorijalni ultramaraton Zagreb – Vukovar – "Putevi dragovoljaca HOS-a i bojovnika Domovinskog rata" (od 2002.), najdulja hrvatska trkačka utrka
- Memorijal vukovarskih branitelja (turnir za nogometaše do 14 godina)[64]
- Memorijalni turnir Blago Zadro

## Konzulati u Vukovaru
- Srbija – Generalni konzulat Republike Srbije u Vukovaru.[65]

## Gradovi i općine prijatelji
- Dubrovnik (od 3. veljače 1993.)[66]
- Općina Podstrana (od 19. listopada 1995.)[66]
- Sinj (od 2. svibnja 2011.)[66]
- Šibenik od (2. svibnja 2011.)[66]
- Trogir (od 2. svibnja 2011.)[66]
- Općina Bač (od 25. listopada 2011.)[66]
- Općina Bački Petrovac (od 15. listopada 2011.)[66]
- Mostar (od 25. svibnja 2012.)[66]
- Sarajevo (od 19. prosinca 2012.)[66]
- Općina Dugopolje (od 26. rujna 2014.)[66]
- Općina Škabrnja (od 2. svibnja 2015.)[66]
- Makarska (od 2. svibnja 2015.)[66]
- Knin (od 12. lipnja 2015.)[66]
- Zagreb (od 8. travnja 2016.)[66]
- Varaždin (od 6. prosinca 2017.)[66]
- Općina Odžak (od 25. svibnja 2018.)[66]
- Imotski (od 2. kolovoza 2018.)[66]
- Karlovac (od 6. studenoga 2018.)[66]
- Split (od 24. listopada 2019.)[66]
- Krk (od 21. listopada 2020.)[66]
- Omiš (od 22. veljače 2022.)[66]
- Općina Skënderaj (od 20. srpnja 2023.)[66]

## Galerija
- Dvorac Eltz s perivojem
- Restaurirana drvena kuća u Vukovaru.
- Vukovarske zgrade sa svodovima.
- Dvorske kurije u kompleksu vlastelinstva Eltz u kojima se nalaze i nekdašnji Eltzovi vinski podrumi
- Detalj s ulaza u dvor Eltz.
- Stari vukovarski vodotoranj.
- Crkva Svetog Roka.
- Hrvatska zastava na vrhu vukovarskog vodotornja.
- Trg Republike Hrvatske sa spomenikom dr. Franji Tuđmanu, prvom hrvatskom predsjedniku.
- Mauzolej obitelji Paunović u Vukovaru.
- Križ na ušću Vuke u Dunav u Vukovaru.
- Spomen poprsje Jean-Michelu Nicolieru.
- Hrvatski dom – gradsko kazalište Vukovar i Hotel Lav (desno).
- Govor predsjednika Tuđmana nakon dolaska Vlaka mira u Vukovar, 8. lipnja 1997. godine.
- Srpski dom u Vukovaru.
- Ušće rijeke Vuke u Dunav.
- Trg Republike Hrvatske i rijeka Vuka.
- Središte Vukovara, pogled s Dunava.
- Franjevački samostan s crkvom sv. Filipa i Jakova na brdu Šlezija, najstarijem dijelu grada Vukovara.
- Gradska Tržnica i Autobusni kolodvor Vukovar, kolovoza 2019.

## Poveznice
- Popis poznatih osoba iz Vukovara

## Vanjske poveznice
- Službene stranice grada Vukovara
- Službene stranice Vukovarsko-srijemske županije
- Službene stranice turističke zajednice grada Vukovara
- Službene stranice JU – Sportski objekti Vukovar
- Službene stranice Info centra za mlade Vukovar
- Službene stranice Mirovne grupe mladih Dunav
- Službene stranice Veleučilišta Lavoslav Ružička u Vukovaru
- Službene stranice – Gradska knjižnica i čitaonica Vukovar
- Službene stranice Gradskog muzeja Vukovar
- Službene stranice Arheološkog parka i Muzeja vučedolske kulture